# HD 219531
HD 219531，又名CD-4115205，SAO 231533、HR 8847，是一颗恒星，视星等为6.47，位于銀經350.93，銀緯-66.03，其B1900.0坐标为赤經23h 11m 19.1s，赤緯-41° -66.03′ 26″。